# Phytobia confessa
Phytobia confessa är en tvåvingeart som beskrevs av Spencer 1969. Phytobia confessa ingår i släktet Phytobia och familjen minerarflugor. Inga underarter finns listade i Catalogue of Life.